# Parornix kugitangi
Parornix kugitangi là một loài bướm đêm thuộc họ Gracillariidae. Nó được tìm thấy ở Turkmenistan và Uzbekistan.